# アマオブネガイ科

アマオブネガイ科（アマオブネガイか、学名 Neritidae）は、腹足綱アマオブネ目の分類群の一つ。アマオブネ科ともいう。体層が大きく発達した半球形の貝殻と石灰質の蓋が特徴のグループで、世界各地の海岸域から淡水域まで生息している。

## 摘要
分布
特に熱帯地方の汽水域や海岸を中心に多くの種類が知られ、冷涼な地域には原則として生息しないが、フィンランドの一部やロシアなど欧州の冷帯の淡水域にもカワヒメカノコ Theodoxus fluviatilis などの小型種が分布する。
形態
殻径は数mmから40mm前後までのものが多く、50mm以上になる種は少ない。最大の特徴は蓋が硬い石灰質になることで、内側にはペグ（柄）があり、表面は平滑なものから様々な彫刻があるものまで種や種群によって特徴が出る。
生態
餌は物の表面に付着した藻類やデトリタス、バイオフィルムなど。雌雄異体で、大部分の種のオスが精子の入った細長い精莢（せいきょう）をメスの生殖器に挿入することで受精する。卵は白っぽいドーム状の卵嚢として岩や他の貝の殻表などに産み付けられ、ベリジャー幼生として孵化するものと、稚貝として孵化するものとがある。

## 形態
殻
成貝の殻長は数mm-40mm前後で、腹足類としては小形の部類である。成貝は螺塔（巻き上がる部分）が小さく、体層（最後の一巻き）が急激に膨らんで発達する。貝殻は半球形か球形になるものが多い。イシダタミアマオブネ等を含む Nerita 亜属、イナヅマカノコ等を含む Vittina 亜属は螺塔が比較的高く発達し円錐形に近い外観である。貝殻内は螺塔の壁が失われて広い一室となるが、淡水・汽水産では螺塔がボロボロに浸食されて失われ、体層だけになるものもいる。貝殻は巻貝としては比較的厚く、海生のアマオブネガイ類は特に重厚な殻をち、人が踏んだ程度では壊れないものが多い。淡水・汽水生のカノコガイ類は海生種に比べるとやや薄いが、それでもかなり丈夫である。
殻表は種類によって平滑か、巻きに沿った螺肋を刻むものが多く、巻きに垂直な成長肋が発達するものは少ない。イガカノコとその近縁種では殻の周囲にサザエのような棘ができるが、これはアマオブネガイ科の中では例外的な構造である。殻口はD字形に大きく開き、周囲に滑層（陶器のような光沢のある層）が発達する。滑層は種類によって広さ・厚さ・色が異なり、顆粒・襞・歯、あるいは斑点等の構造が形成される。蓋は石灰質で、殻口に合わせたD字形である。蓋の内側に柄があり、ここに蓋の開閉を行う筋肉が付く。蓋の表面には種類ごとに特徴があり、平滑なものから顆粒状彫刻のあるもの、ニシキアマオブネなどのように外縁のみに年輪状の彫刻をもつものなどがある。殻の色や模様は種類ごとに傾向があり、単一色の種類もいればニシキアマオブネやカノコガイのように個体変異に富む種類もいる。
軟体
頭部には一対の鞭状の触角があり、その根元の外側に極く短い柄をもった眼がある。吻は短く横長で底面に口がある。口内にある歯舌は扇舌型と呼ばれる形式で、1個の中歯の両側に5個の側歯、その外側に多数の縁歯をもつ。5個の側歯のうち第1側歯（一番内側の歯）は横長の翼状、第2・第3側歯は小さく、第4と第5側は癒合している。縁歯は縦長で孫の手状。
オスは右触角の内側に様々な形の陰茎をもつが、他の貝類の陰茎とは異なり、輸精管は通じていない。原始腹足類に見られる一対の頭弁の右側と相同と見る研究者もあり、通常の陰茎と区別して "cephalic penis" （頭部の陰茎の意）と言うことがある。日本語ではこれを「頭部交接器」と呼ぶ研究者もある。この陰茎は、オスの生殖器内で形成された精莢をメスに渡す際、精莢を操作するために使用されるが、フネアマガイ属の一部の種では精莢を形成せず、幅広い"陰茎"を丸めて流路とし精子を直接メスに送入する種も知られている。精莢はメスの体内で時間をかけて分解される。メスの生殖器の構造は複雑で、ふつうは2個の開口部をもつが、フネアマガイ属では "ductus enigmaticus" （"謎の導管"）と呼ばれる3番目の管の開口部をもつ。

## 生態
分布
世界の熱帯から温帯にかけて分布し、熱帯域ほど種類が多様である。主な生息環境は海岸の潮間帯の岩礁上や転石上だが、汽水域の砂泥上や淡水域の岩や石礫上に生息するものも多い。また水流の有無・塩分濃度・乾燥の頻度・波当たりの強弱・底質等により、種類毎に細かい棲み分けも見られる。クサイロカノコやキンランカノコなどのようにアマモ類の葉に強く着生して生活するものもある。
日本では南西諸島や小笠原諸島で40種ほどが見られ、その多様性を垣間見ることができるが、九州-本州南部太平洋岸で10種ほど、本州中部ではアマガイとイシマキガイのみになり、それより北は分布しない。暖流に面した伊豆半島-紀伊半島-四国南岸-九州南岸周辺では南西諸島産のものが偶発的に記録されることがある。これは幼生が暖流に乗って北上し、流れ着いた先で定着することによる。但しこれらも大きく成長しないうちに冬の寒さで死んでしまうことが多い（死滅回遊、または無効分散）。
生活
岩石等の上を這い、バイオフィルムやデトリタスを歯舌で削り取って摂食する。海岸に生息するものでは日中は砂中や岩陰に隠れており、夜間に這い出して摂餌するものも多い。繁殖様式は原則として精莢の授受による体内受精で、メスは交尾後に石等に多くの卵嚢を産みつける。子供は幼生の形態で孵化し、しばらくは海中で浮遊生活をする。但しアマガイのように直達発生を行い、貝の姿になって卵嚢の外へ出る種類もある。

## 分類
属によっては多くの亜属が設定されており、これらの亜属を属に昇格させた見解もある。またフネアマガイ属 Septaria はアマオブネガイ科に含める説もあるが、螺塔がなく笠形の貝殻をもつこと、蓋が軟体に埋まること等から、独立したフネアマガイ科 Septariidae とする説もある
亜科および属の分類は独語版に、属和名は竹之内・中村（2004）に基づく。

### Neritinae 亜科
Neritinae Rafinesque, 1815 : 亜科内には1族のみ、Neritini Rafinesque, 1815 が設定される。おもに海産種を含む。

#### Neritini 族
- 属 Bathynerita Clarke, 1989
- 属 †Calyptronerita Le Renard, 1980 - 化石種
- アマオブネガイ属 Nerita Linnaeus, 1758
  - 亜属 Adenerita Dekker, 2000
  - 亜属 Amphinerita Martens, 1887
  - 亜属 Cymostyla Martens, 1887
  - 亜属 Heminerita Martens, 1887 - 小形で螺塔が低く、殻表ほぼ平滑、滑層は薄い。アマガイ、エナメルアマガイ
  - 亜属 Ilynerita Martens, 1887
  - 亜属 Linnerita Vermeij, 1984 - 殻表は平滑で、滑層の歯も弱い。ニシキアマオブネ、ヌリツヤアマガイ
  - 亜属 Melanerita Martens, 1887
  - 亜属 Mienerita Dekker, 2000
  - 亜属 Nerita Linnaeus, 1758 - 螺塔が比較的高く尖り、螺肋がある。イシダタミアマオブネ、コシダカアマガイ、アラスジアマオブネ、マングローブアマガイ等
  - 亜属 Ritena Gray, 1858 - 螺肋が深く、殻口に歯状の突起が発達する。キバアマガイ、フトスジアマガイ等
  - 亜属 Theliostyla Mörch, 1852 - 螺塔は低くほぼ埋まる。螺肋がある。殻口滑層に顆粒や襞がある。アマオブネ（アマオブネガイ）、マキミゾアマオブネ等

### Neritininae 亜科

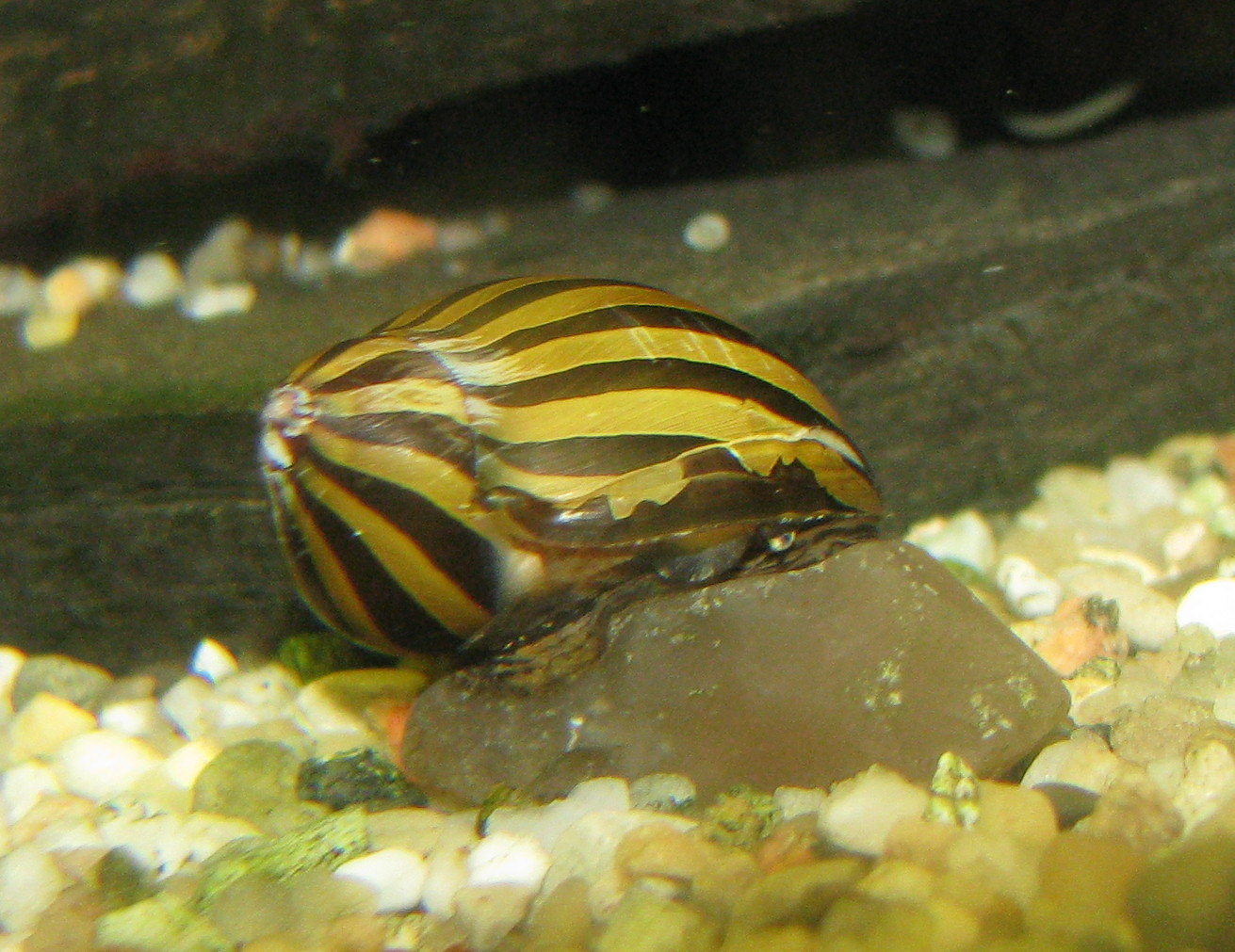
Neritina(Vittina) coromandeliana (Sowerby, 1838)

Neritininae Poey, 1852 : おもに汽水・淡水産を含む。

#### Neritinini 族
Neritinini Poey, 1852
- カバクチカノコガイ属 Neritina Rafinesque, 1815
  - 亜属 Dostia Gray, 1847
  - 亜属 Neritina Rafinesque, 1815 - カバクチカノコ、アカグチカノコ、クリグチカノコ等
  - 亜属 Vittina Baker, 1923 - 螺塔が高い。イナヅマカノコ、シマカノコ等
  - 亜属 Vittoida [9] - ドングリカノコ、ムラクモカノコ等
- 属 Turrita Wagner, 1897
- 属 Vitta Mörch, 1852

#### Theodoxini 族
Theodoxini Bandel, 2000
- イシマキガイ属 Clithon Montfort, 1810
  - 亜属 Clithon Montfort, 1810 - イシマキガイ、カノコガイ、イガカノコ
  - 亜属 Pictoneritina [9] - ヒメカノコ、レモンカノコ、ハナガスミカノコ
- 属 Clypeolum Récluz, 1842
- 属 Fluvinerita Pilsbry, 1932
- 属 Neripteron Lesson, 1831 - カバクチカノコガイ属の亜属とする見解あり[5]。ヒロクチカノコ、ニセヒロクチカノコ、ツバサカノコ等[8]
- 属 Neritodryas Martens, 1869 - オカイシマキ等
- 属 Puperita Gray, 1857 - Nerita 属の亜属とする見解あり[5]。ウコンアマガイ
- フネアマガイ属[6] Septaria Férussac, 1807 - 独立したフネアマガイ科 Septariidae とする見解あり[5]。フネアマガイ、ベッコウフネアマガイ、カミングフネアマガイ等
- 属 Theodoxus Montfort, 1810
  - 亜属 Theodoxus Montfort, 1810
  - 亜属 Neritaea Roth, 1855

### Smaragdiinae 亜科
Smaragdiinae Baker, 1923
- 属 Gaillardotia Bourguignat, 1877
- 属 Magadis Melvill et Standen, 1899
- 属 Pisulina Nevill & Nevill, 1869
- 属 Smaragdella Baker, 1923
- 属 Smaragdia Issel, 1869 - クサイロカノコ、キンランカノコ、ウミヒメカノコ等
- 属 Smaragoista Iredale, 1936

### Velatunae 亜科
†Velatinae Bandel, 2001 : 化石種
- 属 Velates Montfort, 1810

### Neritariinae 亜科
†Neritariinae Wenz, 1938 : 化石種